# Hospital Español (Montevideo)
El Hospital Español Doctor Juan José Crottogini es un hospital público uruguayo ubicado en los barrios del Reducto y La Figurita en Montevideo. Fue fundado por la colectividad española en 1906.

## Historia

Hospital Asilo Español

El Hospital Asilo Español surge por iniciativa de la colectividad española de Montevideo con la intención de crear un asilo de caridad en beneficio de los residentes españoles en Montevideo y en Uruguay. Esta iniciativa comienza a concretarse en mayo de 1886, cuando se convoca a todos los delegados de las asociaciones e instituciones españolas establecidas en el Uruguay para conformar una junta directiva pro Hospital Asilo Español. En setiembre de ese mismo año fue realizada la primera asamblea y fueron elegidas las primeras autoridades para dicha institución, siendo Julio de Arellano su primer presidente. Las principales tareas que esta tuvo, fueron la recaudación de fondos para la compra y adquisición del terreno, como también la aprobación de los planos del edificio.
En junio de 1888 fue adquirido un predio con frente a la iglesia del Reducto. Muy cercano a los barrios de la Aguada, Villa Muñoz, la Figurita y Reducto, barrios donde predominaban las familias de obreros y  trabajadores, como también de inmigrantes españoles. 
El 1° de enero de 1889, fue colocada la piedra fundamental del edificio dando inicio a su construcción. En 1909 el Hospital Asilo Español es finalmente inaugurado.El diseño y construcción del edificio estuvo a cargo del arquitecto Pablo Santias. 
Mucho tiempo después, en 1923 con el surgimiento de diferentes instituciones asistenciales y mutualistas, los estatutos de la institución son modificados y se estableció que la institución pasaría a llamarse Hospital Sanatorio Español.
Más allá de convertirse en una institución privada, continuó brindando asistencia gratuita y solidaria a los sectores menos privilegiados del país. Contaba con dos amplias salas de atención sin costo en las cuales se asistieron personas de todas las nacionalidades.

## Declive
En el año 2000 la institución comenzó  a padecer graves problemas financieros que motivaron a que en el año 2003 las autoridades del hospital dejaran sus cargos. La gestión del hospital fue asumida por una comisión integrada por funcionarios, jubilados y vecinos que gracias a sus gestiones lograron convertir a la institución  en un hospital público y gratuito bajo la tutela de la Administración de los Servicios de Salud del Estado, siendo reinaugurado en 2007 con el nombre del médico y político Juan José Crottogini.

## Pandemia
Tras la aparición de los primeros casos de covid 19 en Uruguay. El hospital Español fue destinado a ser un centro de referencia y atención a los pacientes de coronavirus en el país.

## Arquitectura
En 2023 tras una intensa obra de restauración, se logró recuperar la fachada original del edificio, la cual había sido objeto de modificaciones anteriores que alteraron su diseño original. 